# Nagiella inferior
Nagiella inferior là một loài bướm đêm trong họ Crambidae.